# 1890 Konoshenkova
1890 Konoshenkova (1968 CD) là một tiểu hành tinh nằm phía ngoài của vành đai chính được phát hiện ngày 6 tháng 2 năm 1968 bởi L. Chernykh ở Nauchnyj.